# Андрей II (герцог Неаполя)
Андрей II (итал. Andrea II; убит в 840, Неаполь) — герцог Неаполя в 834—840 годах.

## Биография
Правление Андрея II было ознаменовано непрекращающейся войной с лангобардами. Гаэта, являвшаяся частью герцогства, получила право самоуправления и собственных консулов.
В сентябре 834 года Андрей свергнул своего предшественника Льва и перестал платить дань князю Сикарду Беневентскому. Сикард осаждал Неаполь в мае-июле 835 года, но затем примирился с Андреем. В 836 году, нарушив достигнутые соглашения, Сикард вновь осадил Неаполь, и Андрей, первым из южноитальянских правителей, призвал на помощь арабов. 4 июля 836 года Неаполь, Беневенто, Сорренто и Амальфи подписали пятилетнее перемирие. Тем не менее война между Андреем и Сикардом вновь возобновилась, и Андрей вновь призвал на помощь арабов.
После смерти Сикарда (июль-август 839 года) Андрей, по-прежнему опасавшийся лангобардов, заключил союз с королём Италии Лотарем I, и тот прислал в Неаполь отряд под командованием Контарда. Опасаясь Контарда, Андрей сначала предложил тому свою дочь Евпраксию, а затем стал откладывать свадьбу. В марте 840 года Контард убил Андрея и стал следующим герцогом Неаполя.